# ブッチ・ハートマン

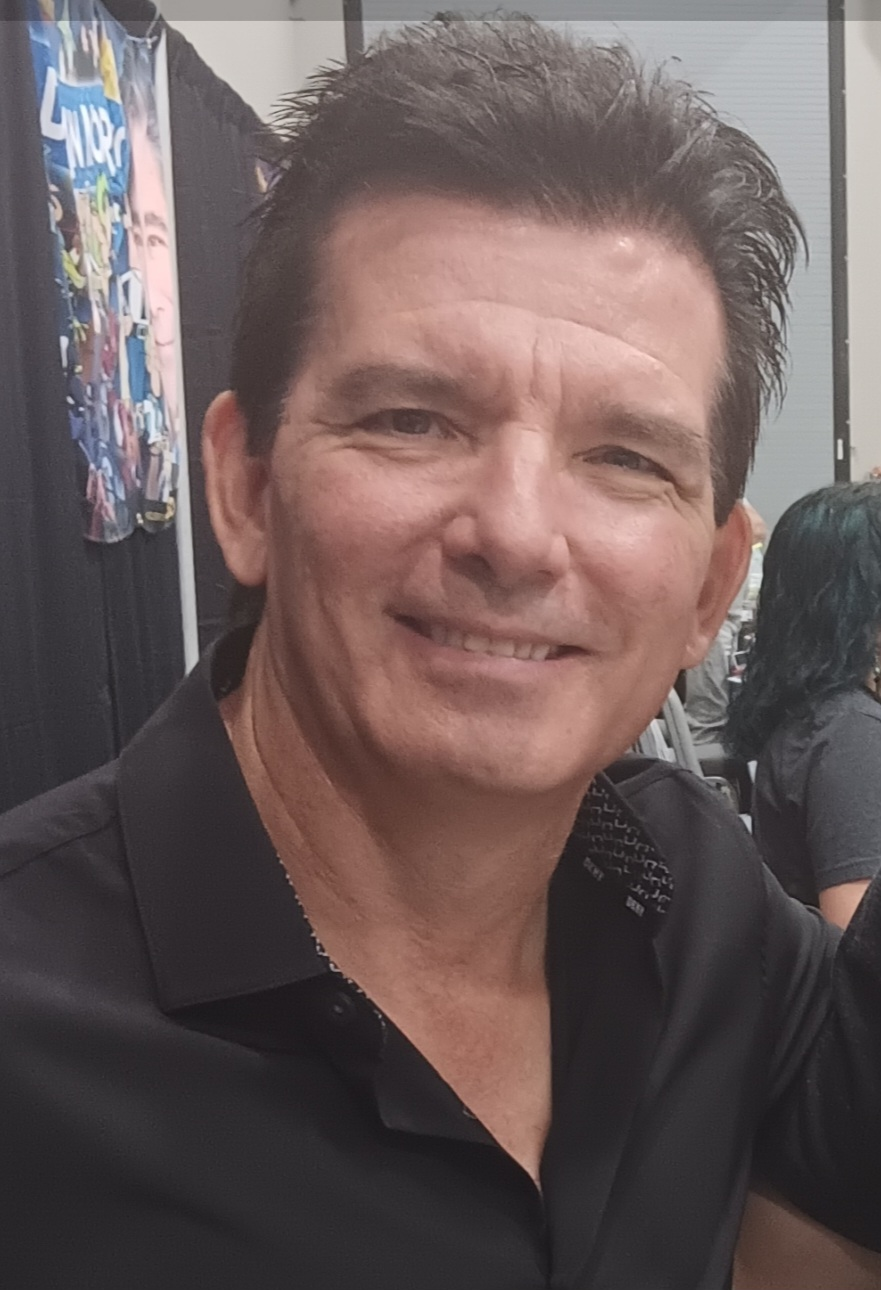
Butch Hartman.

ブッチ・ハートマン（Butch Hartman、1965年1月10日 - ）はアメリカのアニメーターである。ミシガン州ハイランドパーク生まれ。
妻は女優のジュリアン・ハートマン。

## 概要・人物
妻と共に国際的に貧しい人々（特に子供）を救うためにHartman Houseを運営している。

## 監督作品

### オリジナル作品
- Oops!フェアリーペアレンツ
- ダニー・ファントム
- スーパーエージェント TUFFパピー
- ブンセンは野獣だ
- ドゥーガル（英語版）
- フィニアスとファーブフィニアスとファーブ